# Vernouillet (Yvelines)
 Vernouillet  es una población y comuna francesa, en la región de Isla de Francia, departamento de Yvelines, en el distrito de Saint-Germain-en-Laye y cantón de Triel-sur-Seine.

## Demografía
| 5686 | 5872 | 6168 | 6424 | 8676 | 9471 |
| Para los censos de 1962 a 1999 la población legal corresponde a la población sin duplicidades (Fuente: INSEE [Consultar]) |      |      |      |      |      |